# Brytonit
Brytonit – materiał wybuchowy, mieszanina mączki drzewnej (39-43%), azotanu potasu (31-34%), nitrogliceryny (25-27%) i sody (0,5%).